# 马克特格赖茨
马克特格赖茨是德国巴伐利亚州的一个市镇。总面积3.75平方公里，总人口1280人，其中男性619人，女性661人（2011年12月31日），人口密度341人/平方公里。